# Ophiopeza
Genre
Synonymes
- Distichophis Ely, 1942
- Ophiopezella Ljungman, 1872

Ophiopeza est un genre d'ophiures de la famille des Ophiopezidae.

## Caractéristiques
Ces ophiures sont proches sous bien des aspects des Ophiodermatidae, avec un disque granuleux et des bras aplatis et arrondis, aux épines courtes et parallèles aux bras, et des boucliers radiaires dissimulés par la granulation. On note de discrets boucliers oraux supplémentaires, et des fentes génitales son dupliquées. Les plaques marginales du disque sont larges et convexes (sauf chez O. spinosa), avec des granules élargis, tandis que les bras sont dépourvus de granulation (contrairement à Ophiostegastus). 

## Liste des espèces
Selon World Register of Marine Species (14 octobre 2018) :
- Ophiopeza cylindrica (Hutton, 1872)
- Ophiopeza exilis Koehler, 1905
- Ophiopeza ferrugineum (Boehm, 1889) †
- Ophiopeza kingi Devaney, 1974
- Ophiopeza spinosa (Ljungman, 1867)

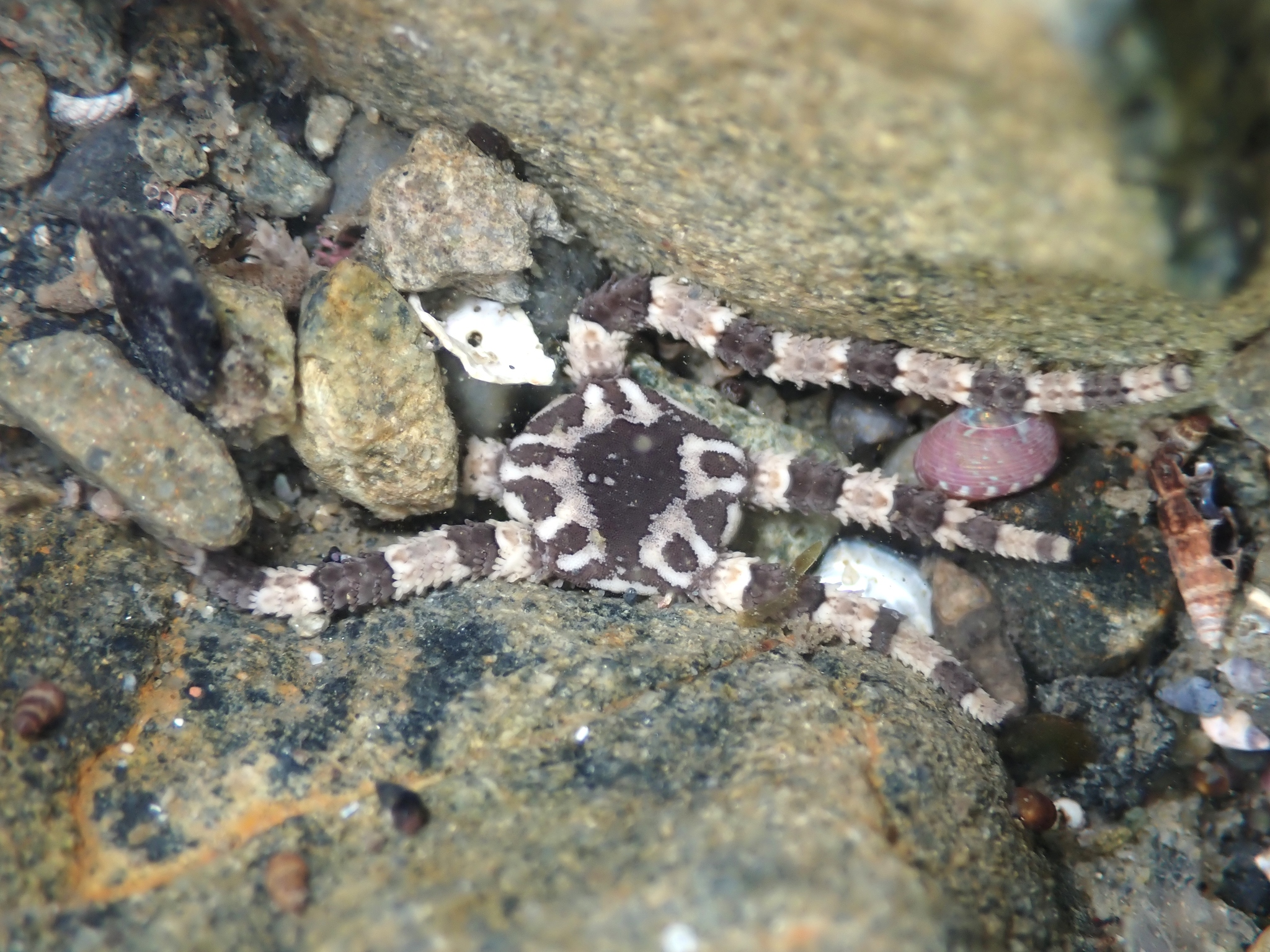
Ophiopeza cylindrica.
Ophiopeza fallax.
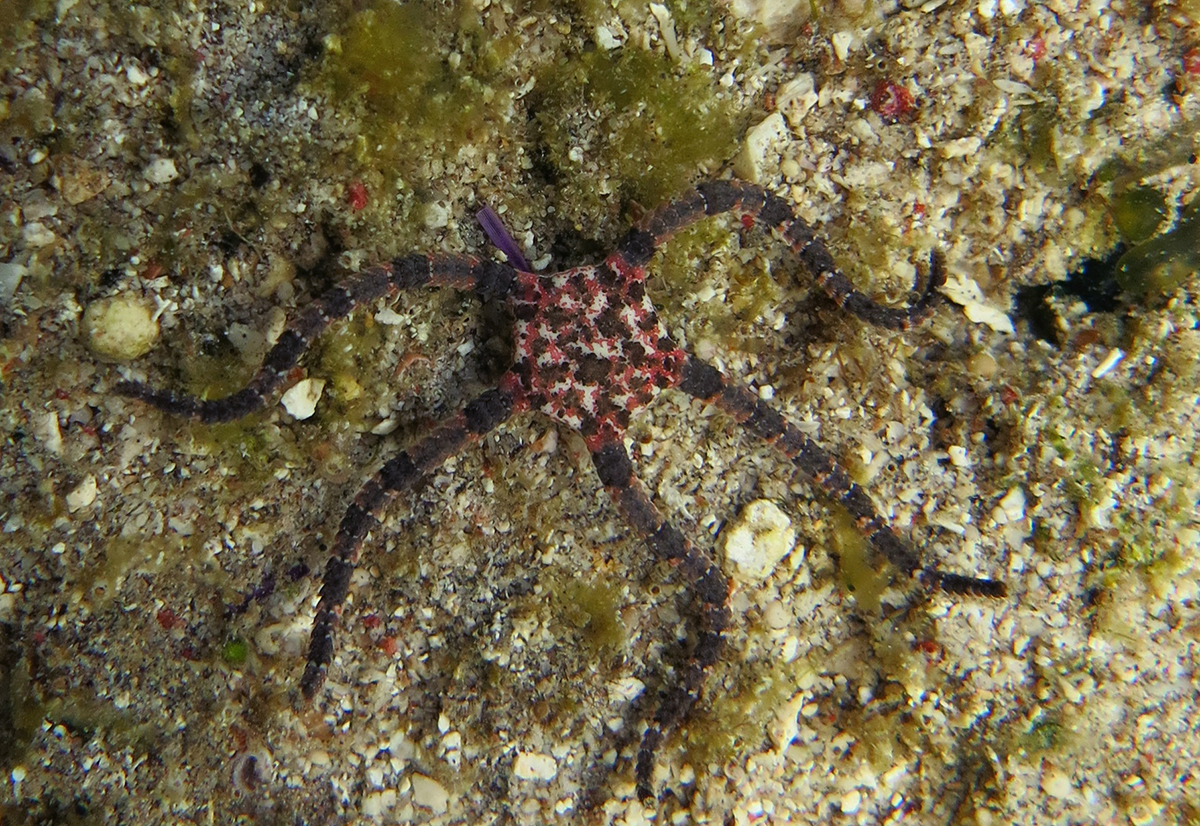
Ophiopeza cf. fallax.
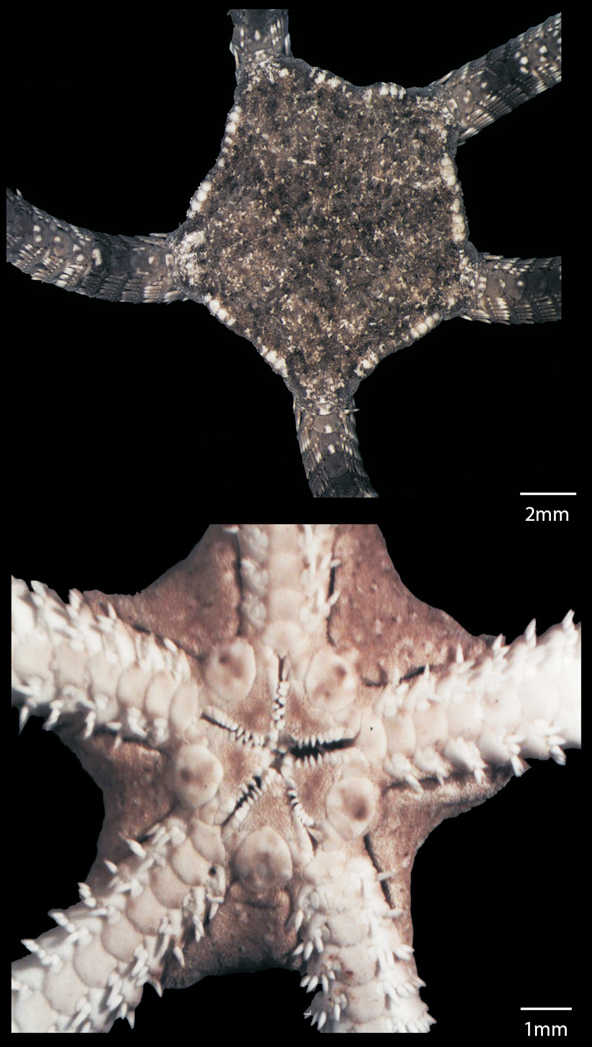
Ophiopeza spinosa.